# Ahuacatlán (Hidalgo)
Ahuacatlán es una localidad de México perteneciente al municipio de Calnali en el estado de Hidalgo.

## Toponimia
Del idioma náhuatl: Aguacatl, aguacate, tlan, lugar; “Lugar de los aguacates”.

## Geografía
A la localidad le corresponden las coordenadas geográficas 20° 53’ 23.943” de latitud norte y 98° 38’ 42.998” de longitud oeste, con una altitud de 1509 m s. n. m. Se encuentra a una distancia aproximada de 9.84 kilómetros al suroeste de la cabecera municipal, Calnali.
En cuanto a fisiografía se encuentra dentro de las provincia de la Sierra Madre Oriental, dentro de la subprovincia del Carso Huasteco; su terreno es de sierra. En lo que respecta a la hidrografía se encuentra posicionado en la región Panuco, dentro de la cuenca del río Moctezuma, en la subcuenca del río Los Hules. Cuenta con un clima templado húmedo con lluvias todo el año.

## Demografía
En 2020 registró una población de 821 personas, lo que corresponde al 5.08 % de la población municipal. De los cuales 381 son hombres y 440 son mujeres. Tiene 290 viviendas particulares habitadas.
| Gráfica de evolución demográfica de Ahuacatlán entre 1900 y 2020                             |
|                                                                                              |
| Población de los censos y conteos del Instituto Nacional de Estadística y Geografía (INEGI). |

## Economía
La localidad tiene un grado de marginación alto y un grado de rezago social medio.